# أنقولية برغرية

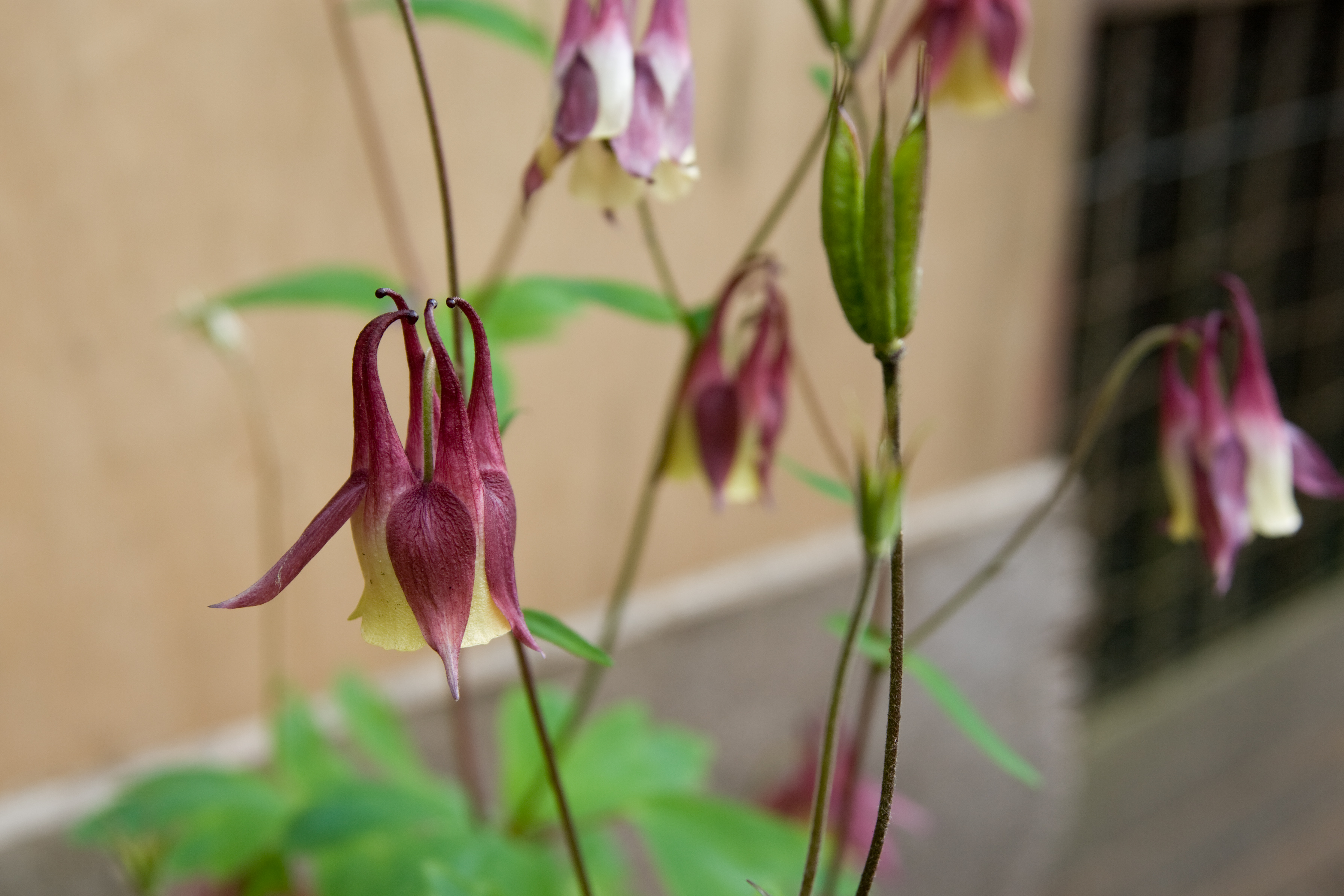
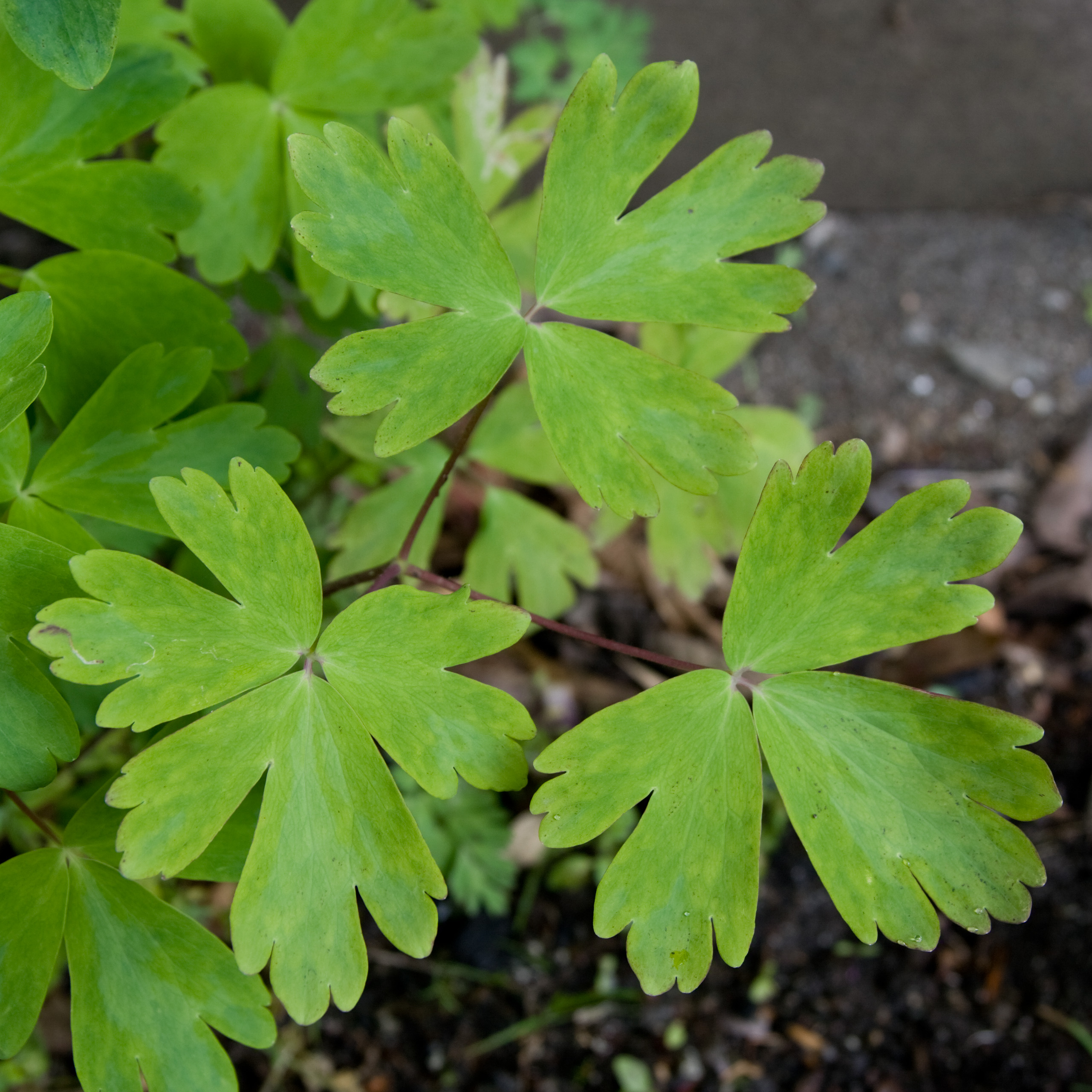
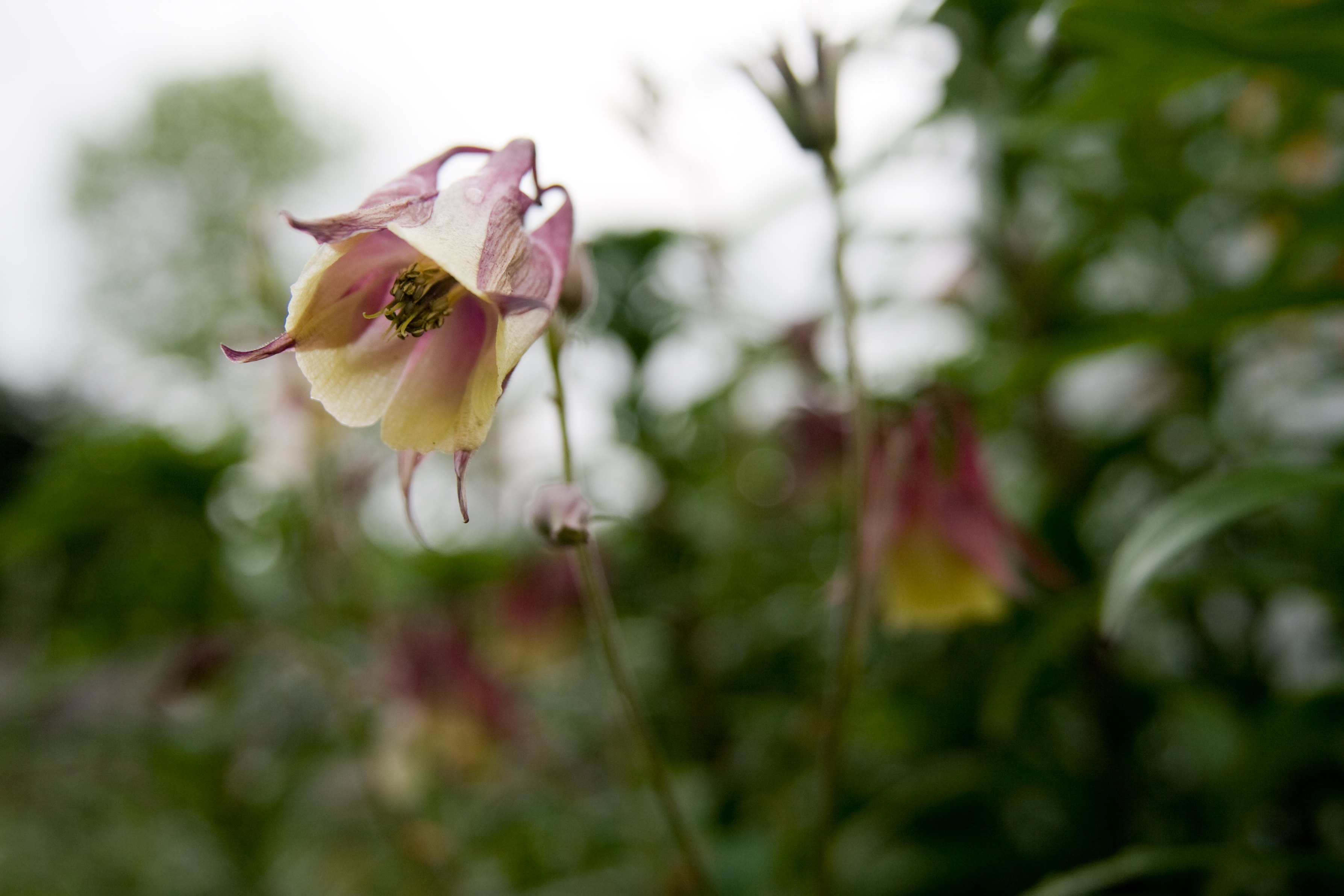
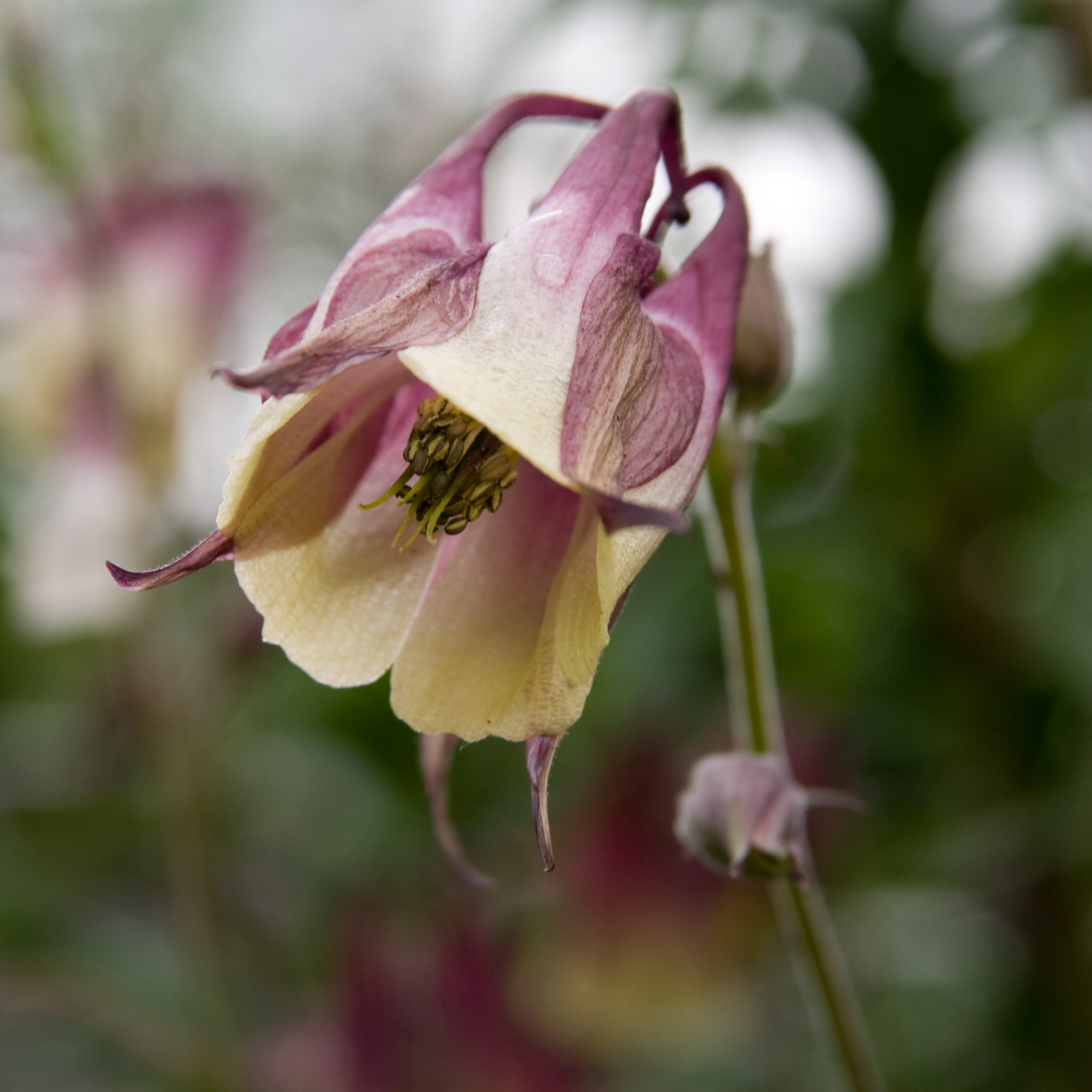

أنقولية برغرية (الاسم العلمي: Aquilegia buergeriana) هي نوع من النباتات تتبع جنس الأنقولية من الفصيلة الحوذانية.